# トレヴィーゾ・ブレシャーノ
トレヴィーゾ・ブレシャーノ（伊: Treviso Bresciano）は、イタリア共和国ロンバルディア州ブレシア県にある、人口約500人の基礎自治体（コムーネ）。

## 地理

### 位置・広がり

#### 隣接コムーネ
隣接するコムーネは以下の通り。
- カポヴァッレ
- イドロ
- ラヴェノーネ
- プロヴァーリオ・ヴァル・サッビア
- ヴェストーネ
- ヴォバルノ

### 気候分類・地震分類
気候分類では、zona F, 3192 GGに分類される。
また、イタリアの地震リスク階級 (it) では、zona 2 (sismicità media) に分類される
。

## 行政

### 分離集落
トレヴィーゾ・ブレシャーノには、以下の分離集落（フラツィオーネ）がある。
- Facchetti, Trebbio (sede comunale), Vico

### 山岳部共同体
広域行政組織である山岳部共同体「ヴァッレ・サッビア山岳部共同体」 (it:Comunità montana della Valle Sabbia) （事務所所在地: ヴェストーネ）を構成するコムーネである。